# Католицька церква в Судані
Като́лицька це́рква в Суда́ні — найбільша християнська конфесія Судану. Складова всесвітньої Католицької церкви, яку очолює на Землі римський папа. Керується конференцією єпископів. Станом на 2004 рік у країні нараховувалося близько 4 019 000 католиків (9,13% від усього населення). Існувало 9 діоцезій, які об'єднували 195 церковних парафій.  Кількість  священиків — 364 (з них представники секулярного духовенства — 269, члени чернечих організацій — 95), постійних дияконів — 4, монахів — 167, монахинь — 343.

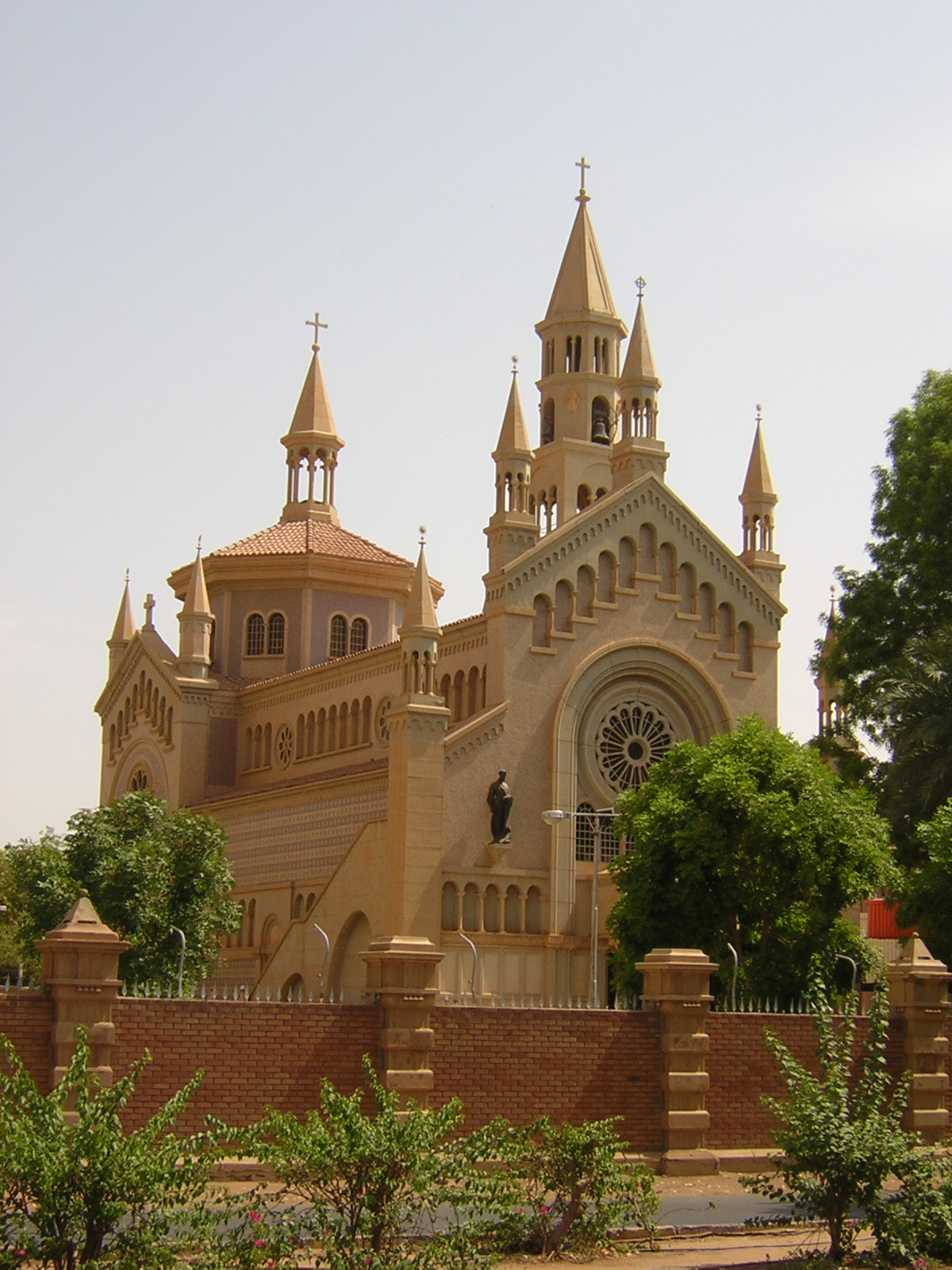
Католицький собор Святого Матвія у Хартумі